# Elmer Burkett
Elmer Jacob Burkett, född 1 december 1867 i Mills County, Iowa, död 23 maj 1935 i Lincoln, Nebraska, var en amerikansk republikansk politiker. Han representerade delstaten Nebraska i båda kamrarna av USA:s kongress, först i representanthuset 1899-1905 och sedan i senaten 1905-1911.
Burkett avlade 1893 juristexamen vid University of Nebraska. Han inledde därefter sin karriär som advokat i Lincoln.
Burkett blev invald i representanthuset i kongressvalet 1898. Han omvaldes 1900 och 1902. Han efterträdde 1905 Charles Henry Dietrich som senator för Nebraska. Han efterträddes sex år senare av Gilbert Hitchcock.
Burkett var metodist och frimurare. Han gravsattes på Wyuka Cemetery i Lincoln.